# Bakırköy

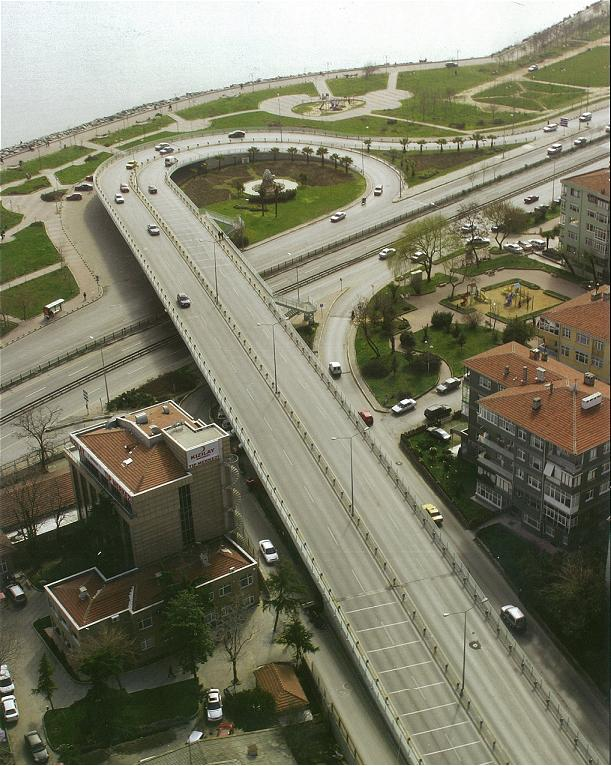
Bakırköy depuis le bord de mer à Cevizlik

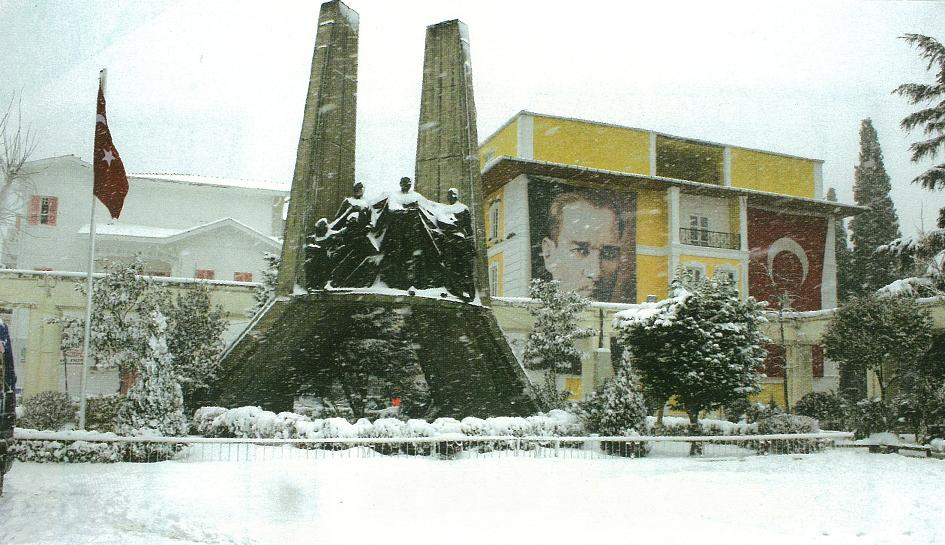
Place Bakırköy

Bakırköy est l'un des 39 districts de la ville d'Istanbul, en Turquie, situé sur la rive européenne entre l'aéroport Ataturk et le centre-ville.

## Emplacement
Bakırköy est une banlieue résidentielle étendue de la partie européenne d'Istanbul en Turquie à forte densité de population majoritairement de la classe moyenne.

## Histoire
À l'époque byzantine, Bakırköy a été une communauté extérieure à Istanbul, agréable en bord de mer en retrait de la ville. Elle a été appelée Hebdomon (en grec: "sept miles» (à partir de la ville)), déformé en Hepdoman. L'empereur Valens y a construit le Palais impérial de Magnaura. L'église de Saint Jean dans Hebdomon a également été construite ici. Plus tard, le lieu a également été nommé Makrohori ( «le lieu lointain») qui a été déformée à Makriköy ("köy", signifiant "village" en turc, utilisé à la place de "hori") dans la période ottomane, où de nombreuses grandes maisons ont été construites. En 1925, le nom a été changé en Bakırköy.

## Aujourd'hui
Le recensement de 2007 estimait sa population à 214 821 habitants.
Il s'agit du plus important quartier commercial d'Istanbul. De nombreux Stambouliotes viennent y faire leurs achats le week-end. Ses rues et ruelles restent animées tout au long de la nuit avec ses centres commerciaux, cinémas, bars et cafés.
Bakırköy est relié à la rive asiatique (Bostancı et Kadiköy) par un service de taxis maritimes ultra rapides. Son littoral, au sud du district, bordant la mer de Marmara, offre une vue fabuleuse en direction du sud-est sur certaines des îles des Princes (en turc, Andalar), situées à quelques kilomètres au large. La population de Bakırköy fait partie de la classe moyenne, à moyenne-supérieure.
Veli Efendi est le plus ancien et plus grand champ de courses de Turquie.